# تاریخ یهودیان در گوآم
تاریخچه یهودیان در گوآم، سرزمینی از ایالات متحده در غرب اقیانوس آرام، حداقل به سال ۱۸۹۹ برمی گردد. نکته مهم در فعالیت یهودیان در گوام در زمان جنگ جهانی دوم بود. یهودیان از آن زمان به زندگی خود ادامه داده‌اند، اگرچه حضور اندک. از سال ۲۰۰۹، تقریباً ۱۵۰ یهودی در گوام زندگی می‌کنند، که حدود یک سوم آنها از نظر مذهبی فعال هستند.

## تاریخ
در اواخر قرن نوزدهم، مستعمره اسپانیا گوام - به عنوان بخشی از جنگ اسپانیا - آمریکا - توسط ایالات متحده فتح شد و به آنها واگذار شد. برای مدت کوتاهی در سال ۱۸۹۹، سال پس از الحاق، افسر نیروی دریایی یهود، ادوارد دی. توسیگ به عنوان فرماندار گوام خدمت کرد. وی اولین افسر آمریکایی مسئول سرزمین بود. در زمان فرمانداری کوتاه خود، توسیگ اقدامات مختلفی را انجام داد، از جمله آنها ایجاد یک دولت محلی متشکل از مردم بومی چامورو بود.
با شکست ایالت متحده به دست ژاپن در نبرد گوام در سال ۱۹۴۴، نیروهای آمریکایی گوام را در همان سال باری دیگر پس گرفتند. به دنبال این، مقادیر زیادی از نیروهای نظامی به منطقه اعزام شدند - خواه از ارتش، نیروی دریایی یا شاخه‌های دیگر. برخی از پرسنل مستقر شده یهودی بودند، چه سکولار و چه مذهبی. یکی از نمونه‌های آن ستوان میریام میلر، یکی از اعضای پرستار نیروی دریایی ایالات متحده بود که به نیروهای زخمی در سراسر تئاتر اقیانوس آرام کمک می‌کرد. برخی از پرسنل یهودی در گوام از نظر سیاسی فعال بودند و باشگاه صهیونیستی گوام را پس از اینکه برخی از آنها تصمیم گرفتند که باید سعی کنند صهیونیسم را در بین خود زنده نگه دارند، تأسیس کردند. این انجمن برای اعضای خود روزنامه ای تهیه کرده و فعالیت‌های خود را در نشریات منظم نظامی تبلیغ می‌کرد. در کتاب ناوگان مخفی یهودیان، که موری گرینفیلد، نویسنده در آن مشارکت ملوانان آمریکای شمالی را در آلیا بت توصیف کرده‌است، چگونگی تماس یک فرد با این عملیات مخفی را از طریق خبرنامه ای برای نظامیان یهودی هنگام استقرار در گوام ذکر کرده‌است.
یک کنیسه یهودی در گوام وجود داشته‌است. هرچند که در سال ۱۹۶۲، در طی یک توفان فوق‌العاده قوی از بین رفت. علی‌رغم این، اعضای جماعت به اجتماع خود ادامه دادند. در سال ۱۹۷۶، یک نمازخانه نظامی برای استفاده یهودیان توسط نیروی دریایی و نیروی هوایی ایالات متحده اختصاص داده شد. فعالیتهای مذهبی تا قرن ۲۱ ادامه دارد، به عنوان مثال یهودیان در کمیته بین ادیان گوام نمایندگی داشتند که فعالیتهای خود را در سال ۲۰۰۵ آغاز کرد. گاهی اوقات، موقع بازدید خاخامها از شهر نیویورک به جامعه یهودیان در گوام کمک می‌کند تا به عنوان مثال بر میتصوا و بت میتصوا را انجام دهند.